# Crítica de arte

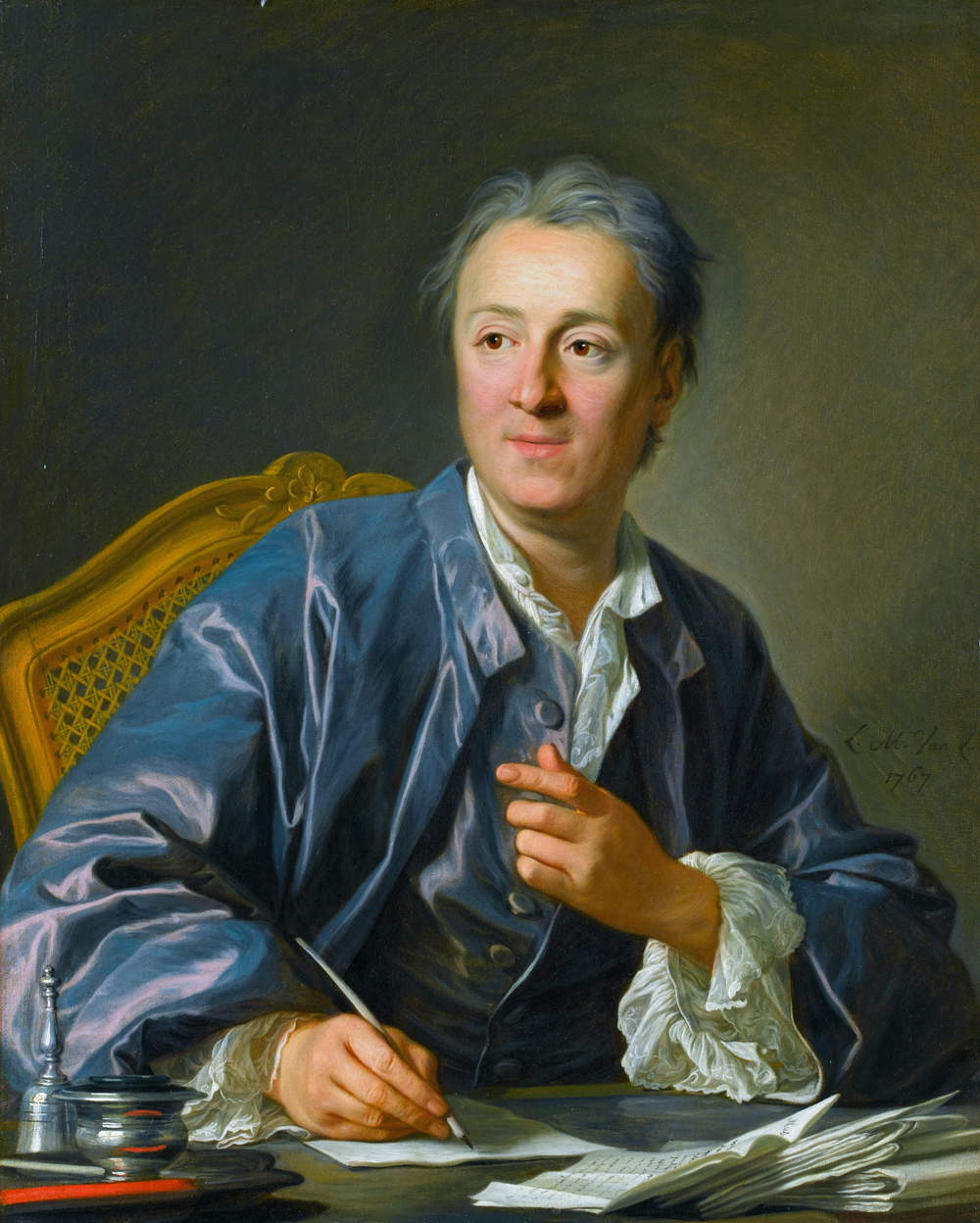
Denis Diderot, considerado el padre de la crítica de arte.

La crítica de arte es el juicio de valor expresado sobre las obras de arte en el ámbito de la estética, pero también en lo que refiere a su relevancia en un contexto social y político determinados.
La crítica de arte es un producto indisociable de la escritura así como de la prensa escrita como medio de difusión. Es un género, entre literario y académico, que hace una valoración sobre las obras de arte, artistas o exposiciones, en principio de forma personal y subjetiva, pero basándose en la Historia del arte y otras múltiples disciplinas, valorando el arte según su contexto o evolución. Es a la vez valorativa, informativa y argumentativa, aportando datos empíricos y contrastables.
Denis Diderot es considerado el primer crítico de arte moderno, por sus comentarios sobre las obras de arte expuestas en los salones parisinos, realizados en el Salón Carré del Louvre desde 1725. Estos salones, abiertos al público, actuaron como centro difusor de tendencias artísticas, propiciando modas y gustos en relación con el arte, por lo que fueron objeto de debate y crítica. Diderot escribió sus impresiones sobre estos salones primero en una carta escrita en 1759, que fue publicada en la Correspondance littéraire de Grimm, y desde entonces hasta 1781, siendo el punto de arranque del género.

## Historia y concepto
La crítica de arte es un género, entre literario y académico e incluso periodístico, que hace una valoración estética sobre las obras de arte, artistas o exposiciones, en principio de forma personal y subjetiva, pero basándose en la Historia del arte y sus múltiples disciplinas (por ejemplo sociología, antropología, arqueología, historia, etc.), valorando el arte según su contexto o evolución. Es a la vez valorativa, informativa y comparativa, redactada de forma concisa y amena, sin pretender ser un estudio académico pero aportando datos empíricos y contrastables.
En 1381 el historiador Filippo Villani fue uno de los que anticipó las primeras biografías ad litteram en sus libros dedicados a la ciudad de Florencia y sus artistas: la construcción del duomo de Florencia (catedral de Florencia) dio la ocasión a Antonio Tucci Manetti para exponer la primera amplia biografía de arte reconocida: la referida a Brunelleschi.
Siempre en Italia aunque ya en el Quattrocento (pleno Renacimiento) surge la historiografía artística referida a las vidas de los artistas y a sus obras, comprendiendo además juicios de mérito. Uno de los mayores representantes de esta temprana crítica de arte en tal periodo fue Lorenzo Ghiberti, quien escribió "I Commentari" (Los comentarios).
Después, ya pasado el Renacimiento, no caben dudas de que las descripciones de Giorgio Vasari ("El Vasari") son en muchos casos genuinas críticas de arte.
La crítica de arte entendida como valorización o evaluación e interpretación de las obras de arte ha tenido, entonces, un punto de partida en el siglo XV, cuando el boloñés Giovanni Battista Agucchi publicó una larga descripción de las obras de Annibale Carracci, seguida inmediatamente luego por Bellori.
En el siglo XVI (en italiano Cinquecento) se difundió en la península itálica la historiografía interregional, merced a Giovio quien aconsejó a Vasari en un proyecto extraordinario para las descripciones críticas y la cantidad de los datos recogidos.
Desde el siglo XVII en adelante, gracias a los trabajos de Giovanni Battista Agucchi, la atención de los críticos se fijó en los estilos de los artistas, en las tentativas de reconducir la imagen artística en una traducción literaria. En tal siglo XVII la personalidad más eminente fue Giovanni Bellori, quien basó su modelo de crítica sobre los ideales clásicos, teniendo como referencia los cánones del clasicismo derivado de la Antigüedad grecorromana.
Pero solo en el siglo XVIII, durante las exposiciones de arte en París, el crítico asume el rol de comentador, informador y educador del público.
En efecto, para que se pueda encontrar a una crítica de arte explícita y sistemática habría que esperar al iluminismo francés durante el "Siglo de las Luces" (el siglo XVIII) Denis Diderot, quien es considerado el primer crítico de arte moderno, por sus comentarios sobre las obras de arte expuestas en los salones parisinos, realizados en el Salón Carré del Louvre desde 1725. Estos salones, abiertos al público, actuaron como centro difusor de tendencias artísticas, propiciando modas y gustos en relación con el arte, por lo que fueron objeto de debate y crítica. Diderot escribió sus impresiones sobre estos salones primero en una carta escrita en 1759, que fue publicada en la Correspondance littéraire de Grimm, y desde entonces hasta 1781, siendo el punto de arranque del género.
En la segunda mitad del siglo XVIII Johann Joachim Winckelmann escribió y propuso una enorme Historia del Arte; la misma era sin embargo poco indulgente con el por Winckelmann considerado "arte bárbaro" de la Edad Media, aunque tal obra fue revalorizada por los estudiosos romanticistas como John Ruskin.
En la segunda mitad del siglo XIX la "teoría de la pura visibilidad", introducida por Konrad Fiedler y Adolf von Hildebrand, permitió a la crítica de arte un paso adelante, liberándola de vínculos basados en el modelo de la imitación de la naturaleza, enriqueciéndola con nuevos y más eficaces elementos interpretativos de los diversos lenguajes de los artistas. En conjunto, el idealismo y el positivismo influenciaron a la crítica de arte decimonónica.
Con las ideas de filósofo Benedetto Croce, ya sea la consciencia crítica, ya sea la concepción artística, recibieron nuevo impulso, merced a la compresión del arte como expresión de sentimientos y a la superación de una indagatoria filológica.
En los años immediatamente sucesivos, Lionello Venturi fue uno de los precursores de la historia de la crítica de arte y de algunos de los pilares fundamentales como los de la distinción entre arte y gusto.
En la génesis de la crítica de arte hay que valorar, por un lado, el acceso del público a las exposiciones artísticas, que unido a la proliferación de los medios de comunicación de masas desde el siglo XVIII produjo una vía de comunicación directa entre el crítico y el público al que se dirige. Por otro lado, el auge de la burguesía como clase social que invirtió en el arte como objeto de ostentación, y el crecimiento del mercado artístico que llevó consigo, propiciaron el ambiente social necesario para la consolidación de la crítica artística. La crítica de arte ha estado generalmente vinculada al periodismo, ejerciendo una labor de portavoces del gusto artístico que, por una parte, les ha conferido un gran poder, al ser capaces de hundir o encumbrar la obra de un artista, pero por otra les ha hecho objeto de feroces ataques y controversias. Otra faceta a remarcar es el carácter de actualidad de la crítica de arte, ya que se centra en el contexto histórico y geográfico en el que el crítico desarrolla su labor, inmersa en un fenómeno cada vez más dinámico como es el de las corrientes de moda. Así, la falta de historicidad para emitir un juicio sobre bases consolidadas, lleva a la crítica de arte a estar frecuentemente sustentada en la intuición del crítico, con el factor de riesgo que ello conlleva. La formación de cada crítico le da un aporte o agregado especial. Sin embargo, como disciplina sujeta a su tiempo y a la evolución cultural de la sociedad, la crítica de arte siempre revela un componente del pensamiento social en el que se ve inmersa, existiendo así diversas corrientes de crítica de arte: romántica, positivista, fenomenológica, semiológica, etc.

Para ser justa, es decir, para tener su razón de ser, la crítica debe ser parcial, apasionada, política; esto es: debe adoptar un punto de vista exclusivo, pero un punto de vista exclusivo que abra al máximo los horizontes.
Charles Baudelaire, Salón de 1846.

Entre los críticos de arte ha habido desde famosos escritores hasta los propios historiadores del arte, que muchas veces han pasado del análisis metodológico a la crítica personal y subjetiva, conscientes de que era un arma de gran poder hoy día. Como nombres, se podría citar a Charles Baudelaire, John Ruskin, Oscar Wilde, Émile Zola, Joris-Karl Huysmans, Guillaume Apollinaire, Giovanni Morelli, Jakob Burckhardt, Alois Riegl, Wilhelm Worringer, Clement Greenberg, Michel Tapié, Herbert Read, Gillo Dorfles, Ernst Gombrich, Bernard Berenson, Arnold Hauser , Walter Benjamin, Rudolf Arnheim, Hans Sedlmayr  etc.; en el mundo hispanohablante, destacan Eugeni d'Ors, Raúl Zamudio, Aureliano de Beruete, Octavio Paz, Jorge Romero Brest, Juan Antonio Gaya Nuño, Alexandre Cirici, Juan Eduardo Cirlot, Enrique Lafuente Ferrari, Rafael Santos Torroella, Francisco Calvo Serraller, José Corredor Matheos, Irma Arestizábal, Ticio Escobar, Nicolás Isasi, Carlos Ginzburg etc.

## Crítico de arte
El crítico de arte, o crítico de arte y cultura, es un profesional que puede ser técnico o licenciado, profesor, maestro o con maestría, o autodidacta (connoisseur), en las áreas principales de Historia del arte, crítica del arte, artes visuales en general y todo lo referente al ambiente artístico-plástico y cultural de un país o región. Edgar Allan Poe y Charles Baudelaire son considerados unos de los primeros críticos de arte. El crítico de arte tiene un perfil capacitado para analizar todo lo referente al Arte y la Cultura, por lo que incluye un análisis de las obras de artes en espacio, tiempo y tendencia, de ahí el nombre de 'crítica' de arte, por las descripciones que debe hacer tanto oral como escrita. Si bien, a veces, se la suele considerar una disciplina subjetiva porque es valorativa, la crítica es la escritura de un análisis argumentado y fundamentado. Es decir, no es una mera opinión (relativa).  
Algunas preguntas muy generales que el crítico busca responder son: 
- ¿Cuál es el motivo y el tema de una obra de arte en particular?
- ¿Cómo han sido creadas las ilusiones espaciales y de volumen?
- ¿Qué ideas y/o emociones son expresadas?

El crítico de arte puede extender aún más sus conocimientos o deducciones, y ser un escritor del arte, estudiar fragmentos literarios de otros críticos de arte, e historiador de la cultura. Por eso el crítico de arte y cultura puede ser un artista visionario, literario, y animador cultural, responsable de las rutas que pueden tomar las tendencias y movimientos artísticos.

## Crítico de arte periodístico
Está el crítico de arte periodístico, que a diferencia del crítico de arte como tal, este se inició en la Comunicación o el Periodismo y terminó haciendo crítica artística en los medios de comunicación. Aunque esto surgió recientemente en pleno siglo XXI, tampoco limita que pueda incluirse en el crítico de arte cultural y viceversa. Esto es posible en la actualidad debido a los grandes cambios de personalidad del crítico de arte, el avance y desarrollo de los medios de comunicación, y las nuevas tecnologías en la Edad Contemporánea. El crítico de arte periodístico se incluye en una amplia variedad de temas de artes adicionales y muy diferentes a los del crítico de arte cultural, como cine, farándula, TV, radio, etc.